# Hagnesta Hill
Hagnesta Hill é o quarto álbum do grupo sueco Kent, lançado em 1999 (versão sueca) e 2000 (versão inglesa). O nome deriva de um local na cidade natal dos integrantes da banda, Eskilstuna, onde a banda fez seus primeiros ensaios.

## Faixas (versão sueca)
1. "Kungen är död" (4:17)
2. "Revolt III" (3:10)
3. "Musik non stop" (4:34)
4. "Kevlarsjäl" (4:26)
5. "Ett tidsfördriv Att Dö För" (4:36)
6. "Stoppa mig Juni (Lilla Ego)" (6:22)
7. "En himmelsk drog" (4:04)
8. "Stanna hos mig" (3:57)
9. "Cowboys" (5:49)
10. "Beskyddaren" (4:46)
11. "Berg&dalvana" (4:47)
12. "Insekter" (4:08)
13. "Visslaren" (7:47)

## Faixas (versão inglesa)
1. "The King Is Dead" (4:17)
2. "Revolt III" (3:10)
3. "Music Non Stop" (4:34)
4. "Kevlar Soul" (4:29)
5. "Stop Me June (Little Ego)" (6:22)
6. "Heavenly Junkies" (4:04)
7. "Stay With Me" (3:57)
8. "Quiet Heart" (5:23)
9. "Just Like Money" (4:16)
10. "Rollercoaster" (4:54)
11. "Protection" (4:46)
12. "Cowboys" (5:49)
13. "Whistle Song" (7:47)

## Singles
- "Musik Non Stop" / "Music Non Stop"
- "En Himmelsk Drog"
- "Kevlarsjäl"